# Tinestra micralis
Tinestra micralis är en fjärilsart som beskrevs av George Francis Hampson 1908. Tinestra micralis ingår i släktet Tinestra och familjen mott. Inga underarter finns listade i Catalogue of Life.